# Nephodia virginata
Nephodia virginata là một loài bướm đêm trong họ Geometridae.